# Dictyna uncinata
Dictyna uncinata es una especie de araña araneomorfa del género Dictyna, familia Dictynidae. Fue descrita científicamente por Thorell en 1856.
Habita en Europa, Turquía, Cáucaso, Rusia (Europa al Lejano Oriente), Asia Central, China y Japón.